# Scopula defectiscripta
Scopula defectiscripta là một loài bướm đêm trong họ Geometridae.